# Секретные тюрьмы СБУ
Секретные тюрьмы СБУ — засекреченные заведения (тюрьмы) на территории Украины, создававшиеся после начала российско-украинской войны и в которых Служба безопасности Украины (СБУ) удерживает людей, подозревающихся в сепаратистской деятельности.

## Структура и функционирование тюрем
Всего известно о, как минимум, пяти секретных тюрьмах; по информации из отчета международных правозащитных организаций Amnesty International и Human Rights Watch, подобные тюрьмы сконцентрированы на востоке Украины и находятся по крайней мере в Харькове, Мариуполе, Краматорске и Изюме.
В докладе ООН есть документы о сотнях случаев незаконного задержания, пыток и жестокого обращения с задержанными — как со стороны пророссийских вооруженных группировок (ДНР и ЛНР), так и со стороны украинских государственных органов.

## История
Изначально информация о секретных тюрьмах украинских властей попала в доклад ООН о положении с правами человека на Украине в период с 16 ноября 2015 по 15 февраля 2016 года. 26 мая 2016 года делегация подкомитета ООН по предупреждению пыток была вынуждена прекратить свой визит на Украину. Это произошло в связи с тем, что СБУ запретила делегации ООН доступ к местам, где по мнению ООН содержатся люди, лишённые свободы Службой безопасности Украины.
Глава делегации Малькольм Эванс заявил:

Отказ в доступе является нарушением обязательств Украины как государства-участника факультативного протокола Конвенции против пыток. Мы не смогли посетить некоторые места, где, по многочисленным серьезным утверждениям, содержатся задержанные люди, и где могут применяться пытки или жестокое обращение.
3 июня 2016 года британская газета Times и помощник генерального секретаря ООН по правам человека Иван Шимонович заявили, что Служба безопасности Украины массово задерживает людей и систематически применяет к ним пытки. Информацию о пытках дополнил 14-й доклад миссии ООН, которой отметил «масштабы и жестокость системы пыток, которая поддерживается государством [Украиной]», и подтвердил наличие пяти секретных тюрем при правительстве Порошенко.
10 июля 2016 года Европейская парламентская группа GUE/NGL обратились к Петру Порошенко с призывом гарантировать выполнение своих обязательств по уважению демократии и прав человека. Депутаты сослались на 14-й доклад миссии ООН.
Например, пострадавший от противозаконного задержания органами СБУ украинский шахтёр Николай Вакарюк провёл в секретном месте заключения около полутора лет (с 9 декабря 2014 года по 25 июля 2016). Его содержали прикованным к отопительному радиатору в холодной камере, постоянно подвергая избиениям. Во время одного из них была серьёзно повреждена одна из почек. По сообщению «Международной амнистии» в октябре 2015 года у него началась сильная лихорадка, что стало причиной перемещения его в Харьковскую больницу № 17 под вымышленным именем Сергей Петрович, где он содержался прикованным к кровати под неусыпным контролем офицеров СБУ. В отношении него была применена хирургическая операция по удалению почки, затем он провёл 10 суток в палате интенсивной терапии и ещё 20 дней ему потребовалось на послеоперационное восстановление. Перед его освобождением сотрудники СБУ неоднократно пытались применять запугивания и угрозы, настаивая на сохранении всего случившегося в тайне.
29 августа 2016 года, по информации Human Rights Watch, из секретной тюрьмы СБУ в Харькове было освобождено 13 человек. Некоторые из отпущенных противозаконно удерживались в течение месяцев. На то время ещё минимум пять нелегально задержанных человек продолжали удерживаться в той же тюрьме по информации «Хьюман Райтс Вотч» и «Международной амнистии». 